# JSA Bordeaux Basket
El JSA Bordeaux es un equipo de baloncesto francés con sede en la ciudad de Burdeos, que compite en la NM2, la cuarta competición de su país. Disputa sus partidos en la Salle Jean Dauguet, con capacidad para 2.300 espectadores.

## Historia
JSA Bourdeaux (Jóvenes de Saint-Augustin) surgió en 1938.
Hoy en día es una de la más importantes asociaciones de Burdeos con más de 3.500 miembros practicando deportes, actividades educativas y recreativas.
En 1983, JSA fueron creados en colaboración con la casa de la ciudad de Burdeos, la 1 del distrito de Burdeos, que es una de los servicios sociales del barrio, al servicio de todos sus habitantes.
Las secciones deportivas de baloncesto, voleibol, Judo y Karate complementan la acción del barrio y representan la estrella de más alto nivel de la JSA.
El baloncesto ha tomado una importante parte de la creación de la asociación, aún hoy sigue siendo el principal portador en el campo de los deportes.
A partir de 1950, el primer equipo subió escalones en el baloncesto francés para llegar al nivel más alto en la temporada 1960-1961. Una temporada que se realiza en la Pro A de la época, pero el club continuara evolucionando hasta el día de hoy entre el 2.º y 3.er nivel nacional.
En 1974-1975, el equipo vuelve a Nationale 1 (Pro A), pero como su predecesor en la década de 1960, permaneció solo un año.
En la Pro B la temporada pasada, el club encontró el puesto perdido hace 35 años, pero especialmente cruzando una nivel de profesionalización con la creación de un identificador de SAOS para los intereses del equipo.
Más allá del sector profesional, la sección de baloncesto es grande con más 300 licencias, en 22 equipos. Una escuela de mini-básquet y un centro de rendimiento permiten al Club estar muy presentes en el campo de la formación y por lo tanto papel de desarrollo de deportes y desarrollo social de los jóvenes.
El club siempre ha ocupado que un lugar importante en el mundo de los deportes de Burdeos, pudiendo estar presente en un buen nivel nacional.
El reciente traslado a la profesionalidad abre nuevas perspectivas más ambientes que debe permitir que el club permanezca en el nivel más alto.

## Posiciones en liga
| - 1995 - (N3) - 1997 - (N2) - 1998 - 3 (N2) - 1999 - (N1) - 2000 - 12 (N1) - 2001 - (N2) - 2004 - 1 (N2) - 2005 - 6 (N1) | - 2006 - 4 (N1) - 2007 - 8 (N1) - 2008 - 11 (NM1) - 2009 - 2 (NM1) - 2010 - 17 (Pro B) - 2011 - 1 (NM1) - 2012 - 6 (Pro B) - 2013 - 17 (Pro B) | - 2014 - 10 (NM1) - 2015 - 13 (NM1) - 2016 - 15 (NM1) - 2017 - 5 (NM2) - 2018 - 3 (NM2) - 2019 - 3 (NM1) - 2020 - 6 (NM1) - 2021 - 13 (NM1) | - 2022 - (14-NM1) |

## Palmarés
- Campeón Nationale Masculine 1 - 2011
- Campeón Pro B - 1961
- Segundo Liga Regular Nationale Masculine 1 - 2009